# Mark Brown (calciatore)
Mark Brown (Motherwell, 28 febbraio 1981) è un ex calciatore scozzese, di ruolo portiere.

## Palmarès

### Club

#### Competizioni nazionali
- Campionato scozzese: 3

Rangers: 1998-1999, 1999-2000
Celtic: 2007-2008
- Coppa di Scozia: 2

Rangers: 1998-1999, 1999-2000
- Coppa di Lega scozzese: 1

Rangers: 1998-1999
- First Division: 1

Inverness: 2003-2004